# Prepiella aurea
Prepiella aurea là một loài bướm đêm thuộc phân họ Arctiinae, họ Erebidae.